# Jean-François Nicéron

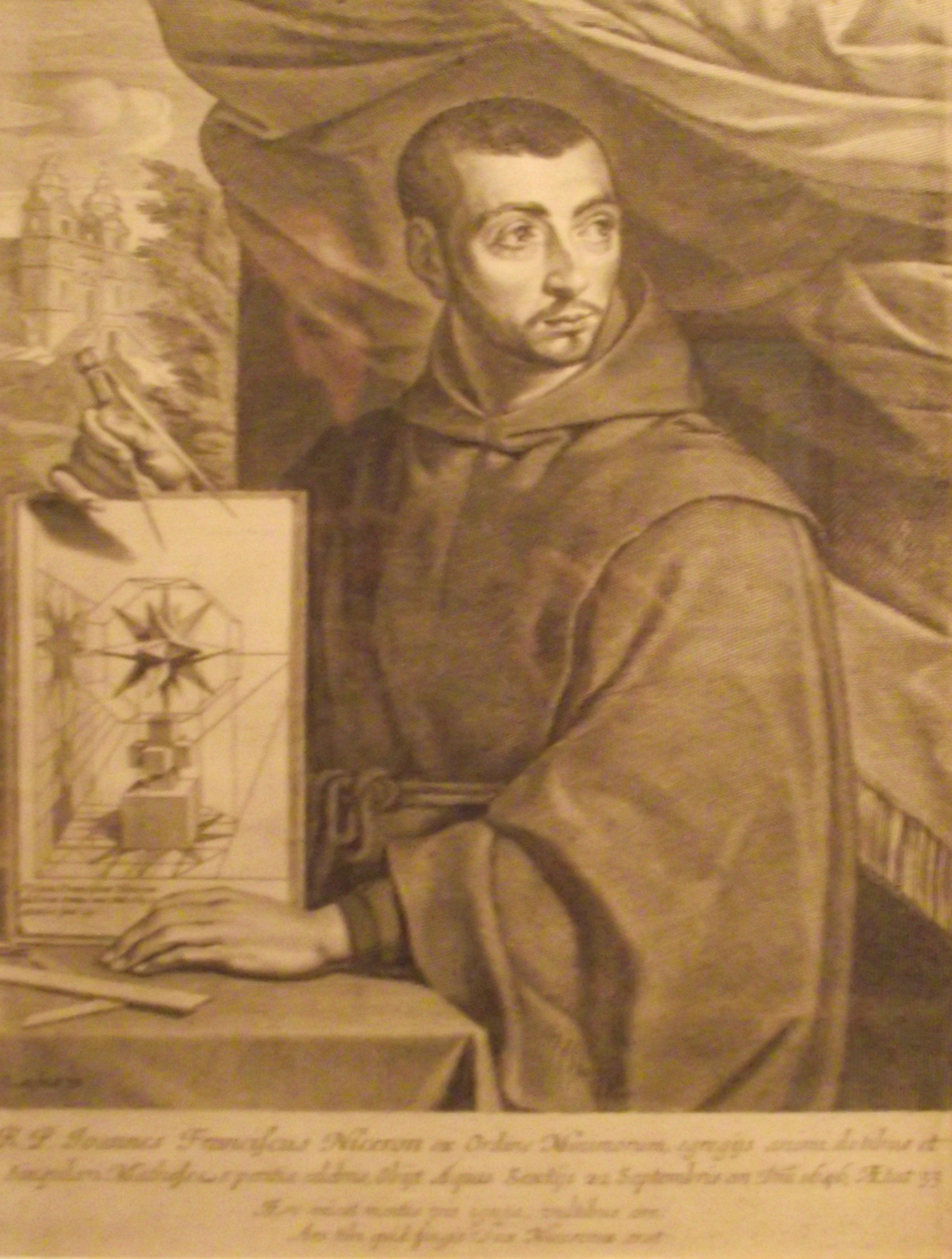
Jean-François Niceron (Stich von Michel l'Asne, 1652)

Jean-François Nicéron OM (* 5. Juli 1613 in Paris; † 22. September 1646 in Aix-en-Provence) war ein französischer Mathematiker und Physiker. Er war bekannt für seine Beiträge auf dem Gebiet der Optik.

## Biographie
Schon in jungen Jahren zeigte er ein großes Interesse an Mathematik. Er trat 1632 im Alter von 19 Jahren in den Paulanerorden ein.
Niceron war auch Künstler, mit einem besonderen Interesse an der Verwendung der Anamorphose in der Christlichen Kunst. Er hatte Kontakt mit führenden Wissenschaftlern seiner Zeit in Frankreich, Italien und Deutschland, wie Pierre de Fermat, René Descartes, Bonaventura Cavalieri und Athanasius Kircher.
Niceron versuchte, für die anamorphe Kunstproduktion eine Lösung für die Probleme im Zusammenhang mit der Perspektive zu finden. Im Alter von 25 Jahren veröffentlichte er eine Abhandlung unter dem Titel Die merkwürdige Perspektive oder künstliche Magie der wunderbaren Effekte (in Französisch: La perspective curieuse, ou magie artificielle des effets merveilleux).
Als in den frühen 1630er-Jahren mehrere wissenschaftliche Gesellschaften gebildet wurden, wurde er Mitglied des Mersenne-Kreises (französisch: Cercle de Mersenne), der nach dem Namen seines Mentors, Marin Mersenne, benannt wurde. Seine Verbindung zu diesen Gesellschaften brachten ihn in Kontakt mit einigen der wichtigsten Intellektuellen Paris’ und Roms. Diese Beziehungen zur akademischen Welt halfen ihm, mit den zeitgenössischen Entwicklungen Schritt zu halten. Er verfolgte insbesondere die Forschungen im Bereich der Optik und den Fortgang der Geometrie. Er setzte sein erworbenes Wissen ein, um die anamorphen Bilder zu schaffen, für die er bekannt wurde.
Niceron starb am 22. September 1646 in Aix-en-Provence, im Alter von 33 Jahren.